# Distretto di Baihe
Il distretto di Baihe (白河區S, Báihé QūP) è un distretto della città di Tainan, situata a Taiwan.